# Sin (película)
Sin es una película dramática bosnia de 2019 dirigida por Ines Tanović. Fue seleccionada como la entrada de Bosnia a la Mejor Película Internacional en los 92.ª Premios de la Academia, pero no fue nominada.

## Sinopsis
Las luchas de Arman de 18 años adoptado con su identidad afectan a su hermanastro más joven, Dado, lo que lleva a Dado a la adicción a las drogas.

## Reparto
- Dino Bajrović como Arman
- Snežana Bogdanović
- Uliks Fehmiu
- Emir Hadžihafizbegović